# Zelotibia bicornuta
Zelotibia bicornuta is een spinnensoort uit de familie bodemjachtspinnen (Gnaphosidae). De soort komt voor in Tanzania.